# Transport rowerowy

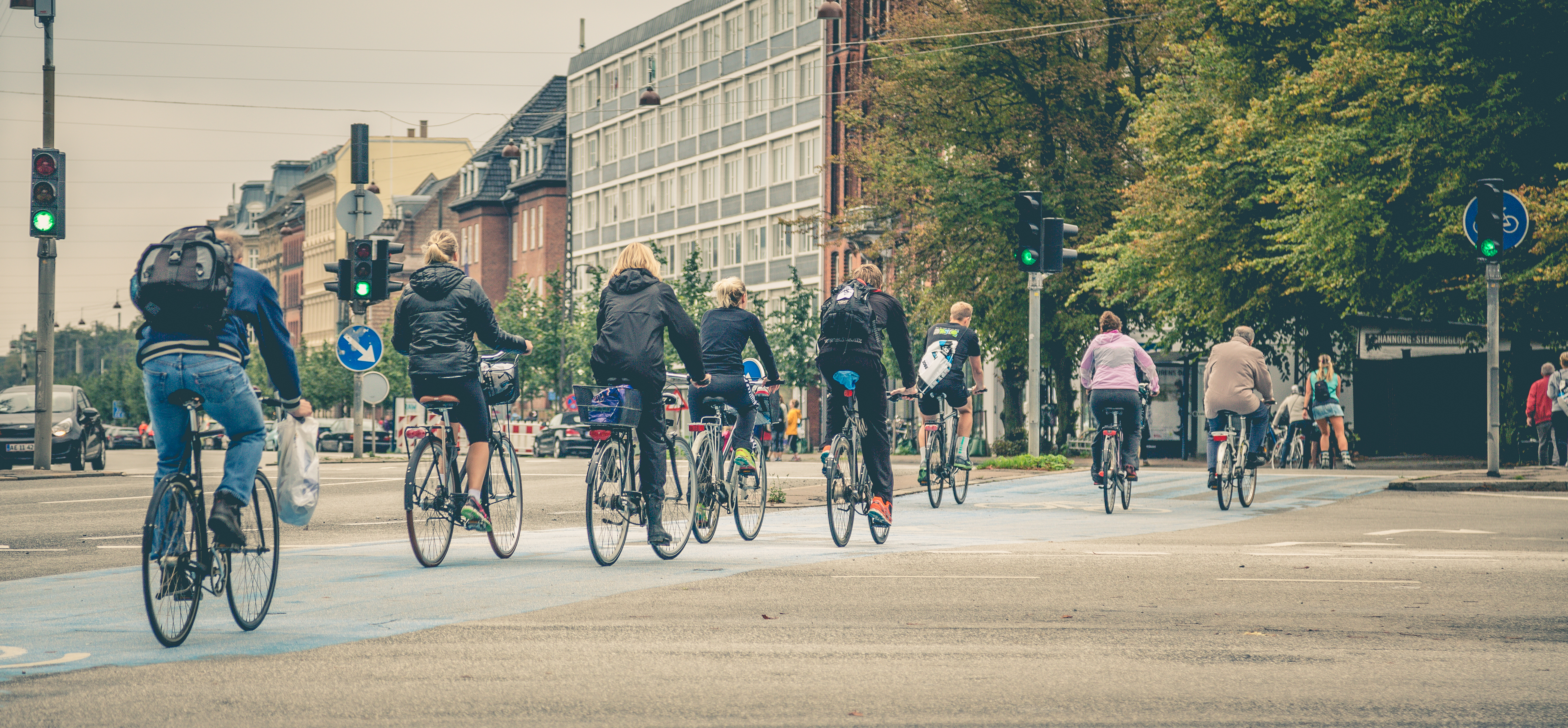
Jazda na rowerze w Kopenhadze

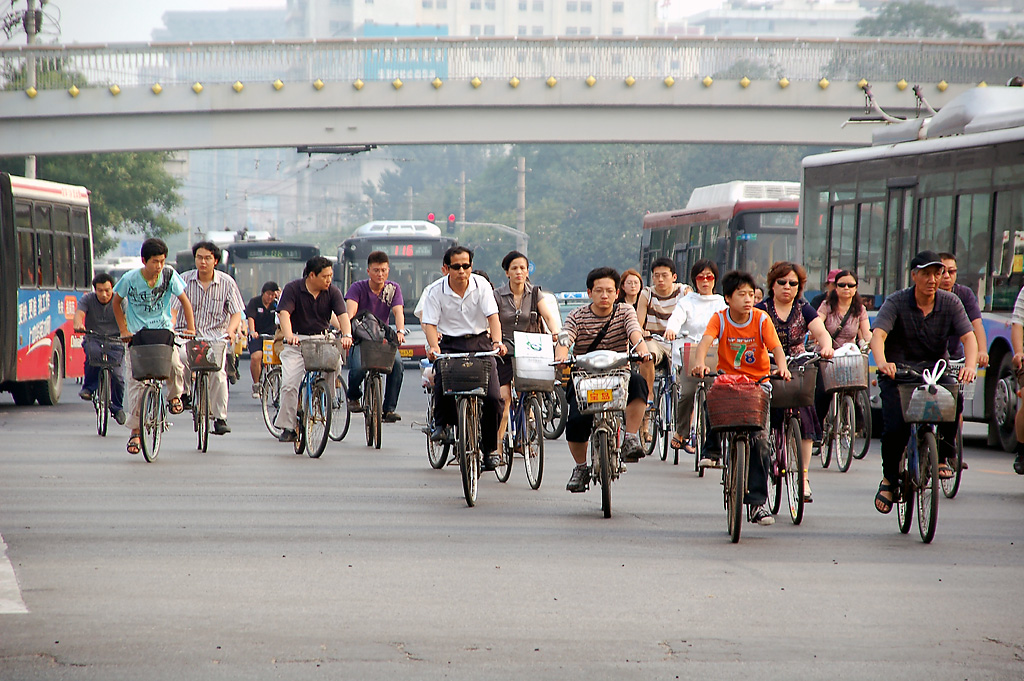
Rowerzyści w Pekinie

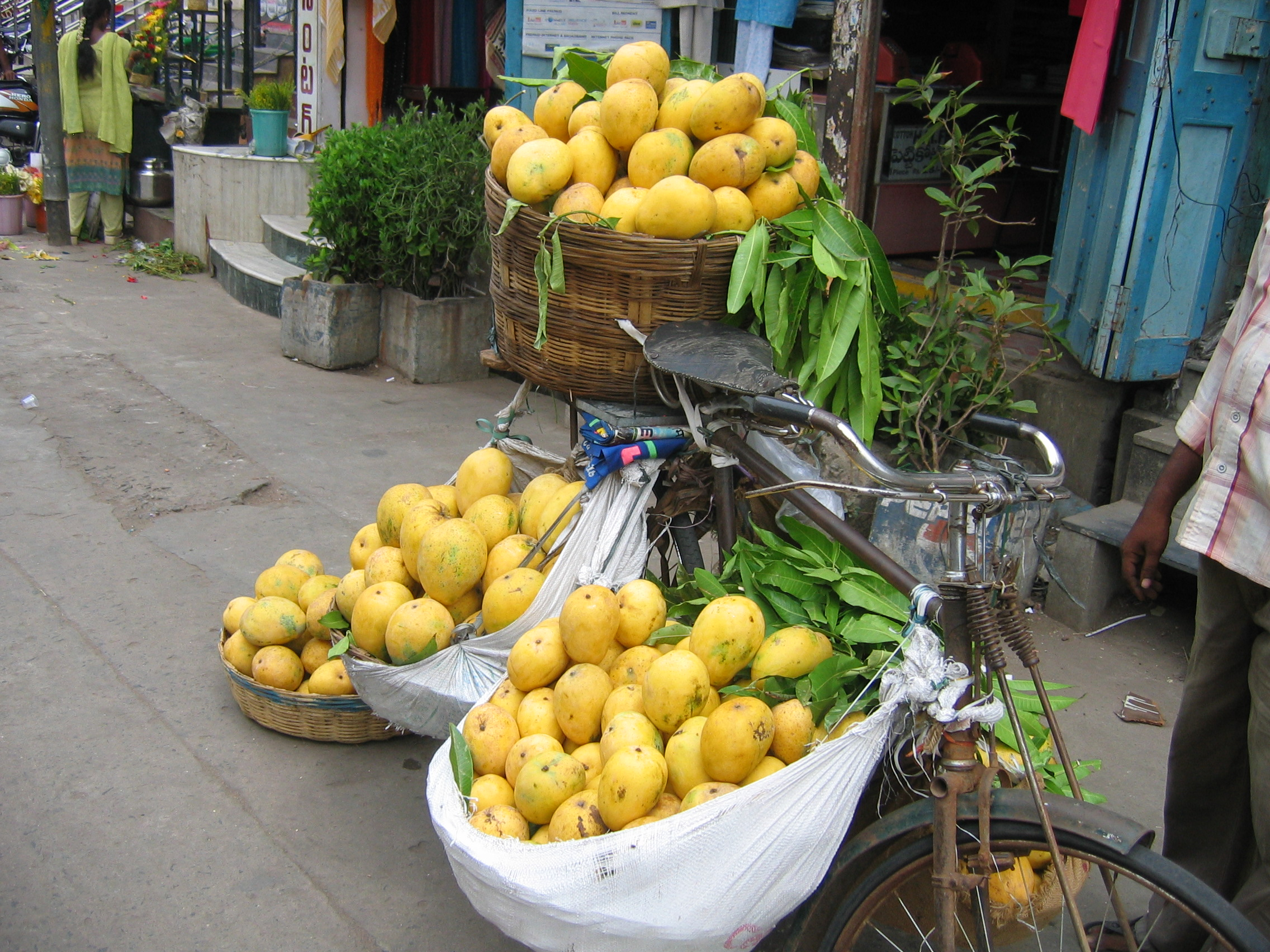
Sprzedaż mango załadowane na rower w Guntur w Indiach

Transport rowerowy obejmuje każdą jazdę na rowerze wykonywaną jako element transportu, a nie jako aktywność sportową (kolarstwo) czy rekreacyjną. Na świecie jest to dominująca forma wykorzystania roweru. Według danych na 2018 rok na świecie było ponad miliard rowerów, a ponad 50% światowej populacji potrafi jeździć rowerem. W niektórych krajach rower nadal jest środkiem transportu dla ubogich; w innych jazda na rowerze jest uważana za odpowiednią wyłącznie do celów rekreacyjnych. W Europie liderem w codziennym, transportowym wykorzystaniu roweru są Amsterdam i Kopenhaga, gdzie roweru jako codziennego środka transportu używa ponad połowa mieszkańców. W Kopenhadze już w 2016 roku po raz pierwszy liczba dojeżdżających na rowerze przekroczyła liczbę dojeżdżających samochodem. W 2019 62% mieszkańców stolicy Danii deklarowało dojazd rowerem do pracy, co stanowiło 4 razy więcej niż samochodem. 
W Polsce dominującą role odgrywa jazda rekreacyjna na rowerze z wynikiem 69% ankietowanych w badaniach Ipsos z 2022 roku; do użycia roweru w celach komunikacyjnych przyznało się 17% mieszkańców Polski.
Mobilność rowerowa jest jednym z rodzajów transportu prywatnego i znaczną częścią transportu osobistego / mobilności osobistej. W dokumencie z 2010 r., o który zwróciła się Komisja Transportu i Turystyki Parlamentu Europejskiego, mobilność oznacza nie tylko możliwość podróżowania, ale, co ważniejsze, obejmuje także możliwość decydowania przez podróżującego, kiedy i gdzie podróżować.

Godziny szczytu ruchu rowerowego w centrum Kopenhagi

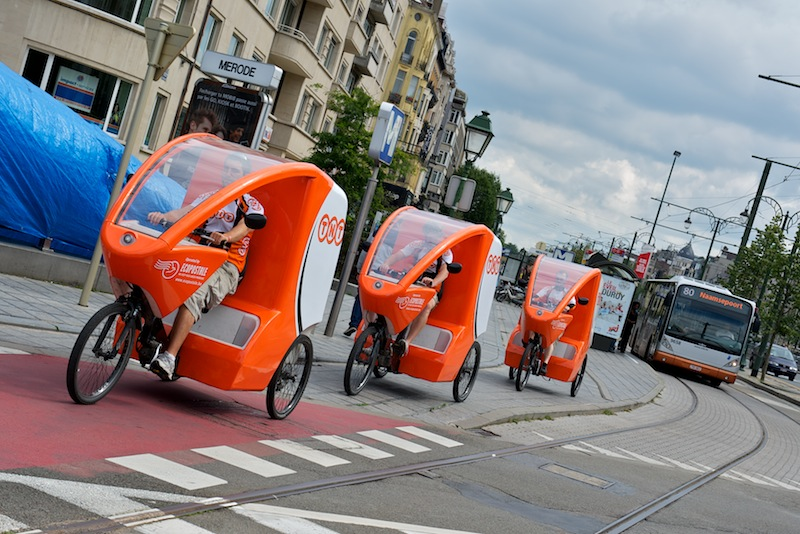
Pojazdy velomobile kurierów firmy TNT

Transport rowerowy generalnie obejmuje pokonywanie krótkich i średnich odległości (kilka kilometrów, nierzadko 3–15 kilometrów w jedną stronę lub nieco dłużej), zazwyczaj w środowisku miejskim. Obejmuje dojazdy do pracy, szkoły, uniwersytetu, na zakupy, urzędów i instytucji i wszystko to, co nazywamy komunikacją rowerową, lub też wyjazdy prywatne do znajomych i rodziny lub inne wyjazdy towarzyskie. Obejmuje również działalność gospodarczą, taką jak dostarczanie towarów lub świadczenie usług transportowych. W miastach usługi kurierskie coraz częściej powierzane są kurierom rowerowym, a rowery towarowe mogą konkurować z ciężarówkami i furgonetkami, szczególnie tam, gdzie wymagane są liczne małe dostawy, zwłaszcza na zatłoczonych obszarach. Velotaxi może również świadczyć usługi transportu publicznego, takie jak autobusy i taksówki.
W związku z korzyściami społecznych i ekonomicznymi często w miastach wdrażana jest polityka zachęcająca do korzystania z rowerów w celach użytkowych z następujących powodów: poprawa zdrowia publicznego, zdrowie indywidualne i zyski pracodawców, zmniejszenie zatorów drogowych i zanieczyszczenia powietrza, poprawa bezpieczeństwa ruchu drogowego, lepsza jakość życia, lepsza mobilność i integracja społeczna oraz korzyści dla rozwoju dzieci. Rower jest jedynym środkiem transportu, który Unia Europejska uznała za w 100% przyjazny zarówno dla klimatu, jak i ochrony środowiska.
16 lutego 2023 r. Parlament Europejski przyjął rezolucję w sprawie opracowania strategii UE dotyczącej transportu rowerowego, której celem strategicznym będzie podwojenie liczby przejazdów rowerowych w Europie do 2030 r.; ustawia ona priorytet na rower jako pełnoprawny środek transportu, co oznacza, że powinien być traktowany z taką samą wagą jak każdy inny środek transportu. Ostateczny tekst Europejskiej Deklaracji Rowerowej zapowiadany był na lato 2023. Rezolucja wyznacza 17-punktowy plan działań, które mają rozwinąć rowerową infrastrukturę, stworzyć grunt pod produkcję w Europie rowerów, komponentów i baterii do rowerów, a także stworzyć dwa miliony nowych miejsc pracy w „rowerowym ekosystemie”. Mają one objąć produkcję, turystykę, handel detaliczny, obszar zdrowia i sportu. Wśród punktów znalazło się uwzględnienie ruchu rowerowego podczas tworzenia i rozbudowy infrastruktury transeuropejskiej sieci transportowej (TEN-T) czy ustanowienie 2024 roku Europejskim Rokiem Jazdy na Rowerze.

## Historia
Na początku XX wieku jazda na rowerze stała się ważnym środkiem transportu. Był podstawą ludzkiej mobilności i transportu przez ponad 140 lat. Przez większą część XX wieku zdecydowana większość jazdy na rowerze w Wielkiej Brytanii odbywała się po drogach. Rower jest jednym ze środków transportu dla studentów. Od czasu rewolucji motoryzacyjnej samochody stały się preferowanym środkiem transportu, który był wówczas postrzegany jako supernowoczesny. W latach dwudziestych rowery stopniowo zaczęto uważać za element rekreacji dla dzieci, a do 1940 roku większość rowerów w Stanach Zjednoczonych była przeznaczona dla dzieci.
Rowerzyści jeżdżący po mieście często byli znieważani przez kierowców samochodów, gdyż to samochód stał się preferowaną formą transportu. Rower zaczął być traktowany marginalnie przez planistów miejskich, a co najważniejsze, przez sektor finansowy. Natomiast w Chinach lat 20. rozpoczęła się moda na jazdę rowerem i zaczęły powstawać pierwsze linie produkcyjne wytwarzające rowery. Gdy w 1949 Chiny stały się państwem komunistycznym, rządząca partia zadecydowała, że to rower stanie się głównym środkiem transportu miejskiego. Większość Chińczyków przemieszczała się z domu do pracy na rowerze. W 1958 roku, Chiny produkowały ponad milion rowerów miejskich rocznie.
Kryzys naftowy w 1973 r. spowodował chwilową fascynację rowerem, lecz niedługo później powrócił porządek wyznaczony przez silnik spalinowy.
Przełom kulturowy i walkę z dyskryminacją w 1999 roku zasygnalizował były burmistrz Bogoty, Enrique Peñalosa, stwierdzając, że mieszkaniec na rowerze za 30 dolarów jest równie ważny, jak ten w samochodzie za 30 tysięcy dolarów.
W XXI w. poruszanie się rowerem po mieście stało się ponownie popularne. Największy przyrost w ilości przejazdów rowerowych nastąpił wraz z początkiem ograniczeń w środkach transportu publicznego spowodowanych pandemią Covid-19.